# 張茜西
張茜西（1928年—2004年5月14日），本籍四川，童年即踏入話劇的張茜西，是二戰期間之抗日娃娃劇團成員之一，成名舞台劇為江南之春。1949年與藍天虹主演《阿里山風雲》，並前往台灣阿山搭景拍攝。她於該片飾演阿里山原住民少女，其主唱歌曲《高山青》至今仍於台灣傳頌。
國共內戰後，她定居台灣，仍從事電影業並轉為幕後。1970年代，她輾轉從台灣移居香港，仍投身電影業。1980年代，她返中國大陆並擔任四川政協委員頭銜。2004年5月14日，因心臟病病逝香港，享年76歲。

## 主要作品

### 主演
- 1949年，《阿山風雲》
- 1962年，《劉秀復國》
- 1964年，《白雲故鄉》

### 監製
- 1964年，《八十八號情報員》
- 1964年，《白雲故鄉》
- 1965年，《我們六個》